# 903형 종합 보급함
903형 종합 보급함(Fuchi class replenishment oilers)은 중국 인민해방군 해군의 대형 보급함이다. 중국 함대의 연료 보급을 책임지는 대형 군수지원함이다.

## 같이 보기
- 서플리급 고속 전투 지원함
- 헨리 J 카이저급 급유함
- 도와다급 보급함
- 천지급 군수지원함
- 웨이브급 급유함
- 마슈급 보급함